# ایالت ییچو
ییچو (به چینی: 义渠؛ ویدجایلز: Yìqú) یک ایالت باستانی چینی بود که در منطقه هیتائو و نینگ‌شیا کنونی در شرق گانسو و شمال شانشی در زمان دودمان ژو وجود داشت و قرن‌ها رقیب غربی ایالت چین بود. ساکنان آن مردمی نیمه‌چینی به نام رونگ ییچو (به چینی: 義渠之戎) بودند که نویسندگان معاصر آن‌ها را به عنوان شاخه‌ای از قوم رونگ غربی در نظر می‌گیرند؛ محققان امروزی سعی کرده‌اند آن‌ها را به عنوان یکی از اجداد اقلیت‌های شمال غربی چین معرفی کنند.

## تاریخچه
شواهد کتبی برای ییچو بسیار اندک است و تنها بنیان‌گذاری ایالت ییچو در اواخر قرن هشتم پیش از میلاد ذکر شده است. این ایالت تقریباً چهار و نیم قرن و تا اوایل قرن سوم پیش از میلاد وجو داشت. براساس تحقیقات باستان‌شناسی، منشأ قوم ییچو به نوادگان دیگر مردمان چینی «غیر چینی‌تبار»، در زمان دودمان شانگ ردیابی شده است، اگرچه این موضوع موردبحث است.

### دوره بهار و پاییز
در حدود ۷۲۰ پ. م، ییچو رونگ به سمت شرق کوچیدند. در واقع، این نخستین اشاره به ییچو در منابع کتبی است. در این زمان، پادشاهان ژو در اثر جنگ و بلایای طبیعی ضعیف شده بودند. در سال ۷۷۰ پ. م، پادشاه پینگ ژو پایتخت را به شرق به چنگژو در لوئویانگ امروزی منتقل کرد و با قدرت سلطنتی سست‌شده؛ طلوع دوره بهار و پاییز را به وجود آمد.
با توجه به رساله چیانگ غربی در کتاب تاریخ هان متأخر، «در اواخر سلطنت پادشاه پینگ، ژو رو به زوال بود. رونگ بسیاری از چینی‌تباران را از کوه لانگ به شرق فراری داد. رونگ‌ها حتی تا رودخانه یی و لو پیشروی کردند. پس از آن، برای اولین بار دی، هوا، کای، و جی رونگ در دره رودخانه وی بودند، ییچو رونگ در سرزمین‌های شمال رودخانه جینگ، و دالی رونگ در لوچوان وجود داشتند.» پادشاه پینگ در سال ۷۲۰ پ. م درگذشت که به این معناست که دولت ییچو زودتر از آن سال تأسیس نشده بود. از این منبع مشخص می‌شود که ییچوها بخشی از مردمان رونگ به‌شمار می‌رفتند که به نوعی قومی خارجی جنگجو بودند. در ادامه دوره بهار و پاییز، منابع آن زمان در مورد ییچو سکوت کرده‌اند.

### دوره دولت‌های جنگ‌طلب
در طول دوره دولت‌های جنگ‌طلب، با گسترش چین، ییچو در معرض خطر قرار گرفت. منطقه مرکزی چین دره رودخانه وی بود که در جنوب سکونتگاه‌های ییچو در دره رودخانه جینگ قرار داشت. تقریباً از سال ۴۶۰ پ. م، چین و سایر دول‌ها به دیگر مردمان رونگ که در دشت مرکزی زندگی می‌کردند، حمله کردند تا اینکه ییچو تنها قوم رونگ باقی مانده بود. تا آن زمان، ییچو و دیگر رونگ‌ها گهگاه شهرهای چین را غارت می‌کردند، اما هیچ درگیری در مقیاس بزرگ رخ نداده بود.
ییچو برای اولین بار در اواسط قرن چهارم پیش از میلاد به چین حمله کرد و آن را شکست داد. چین چهار سال بعد، زمانی که ییچو در آشوب بود، به آن حمله کرد. ییچو سپس تسلیم چین شد و در سال ۳۲۷ پ. م دست‌نشانده چین شد. چین یک فرمانداری در قلمرو ییچو راه اندازی کرد. با این حال، ییچو هرگز تابع چین نبود و دو طرف به نبرد ادامه دادند. چین خیلی زود به آن‌ها حمله کرد و شهر یوژی را تصرف کرد. اگرچه ییچو دو سال بعد در سال ۳۱۸ پ. م چین را شکست داد، اما بلافاصله بعد از آن متحمل شکست سنگینی شد؛ ییچو در سال ۳۱۵ پ. م، در زمان سلطنت پادشاه هویی‌ون چین، بیست و پنج شهر را به چین واگذار کرد.
با این حال، تقریباً چهل سال بین این واگذاری و نابودی نهایی زمان برد. در سال ۳۱۱ پ. م، چند سال پس از اینکه چین بیست و پنج شهر را از ییچو گرفت، پادشاه هویی‌ون درگذشت. پسر او پادشاه وو چین در سال دوم سلطنت خود به ییچو حمله کرد. با این حال، او تنها سه سال بعد، در سال ۳۰۷ پ. م درگذشت. چین در اواخر سلطنت پادشاه ژائو بود که ییچو نابود شد. مورخان این را به عنوان بخشی از جنگ قدرت در دربار چین، بین ملکه ژوآن و پادشاه ژائوشیانگ می‌بینند. پادشاه ژائو در هنگام کودکی به قدرت رسید، بنابراین مادرش، ملکه ژوان، به عنوان نایب السلطنه حکومت کرد. با این حال، اگرچه پادشاه بزرگ شد، ملکه مادر کنترل خود را حفظ کرد. او از حمایت یک وزیر قدرتمند و سه سردار در دربار و حمایت پادشاه ییچو در بیرون دربار برخوردار بود. نیاز ملکه به نیروی پشتیبان علیه پسرش شاید دلیلی باشد که ییچو برای مدتی در امان ماند.
در پایان، چین نقشه ای برای به دام انداختن و کشتن پادشاه ییچو کشید و نیروهایی را برای انجام یک حمله غافلگیرانه برای نابودی ییچو فرستاد. رساله چیانگ غربی می‌گوید: "وقتی پادشاه ژائو چین به سلطنت رسید، پادشاه ییچو با او در چین دیدار داشت. متعاقبا پادشاه ییچو با ملکه مادر ژوآن رابطه داشت؛ ملکه ژوآن دو پسر برای پادشاه ییچو در سال چهل و سوم سلطنت پادشاه نان ژو، زایید.[۲۷۱/۲۷۲ پ. م] ملکه ژوآن پادشاه ییچو را در قصر گانچوآن به دام انداخت و کشت. فرماندهان لانگشی، بیدی و شانگ [در سرزمین‌های سابقشان]." [چین]، سپاهی بسیج کرد و پادشاهی ییچو را تار و مار کرد و فرمانداری‌های لونگشی، بیدی و شانگ را [در سرزمین‌های سابق ییچو] تأسیس کرد. انتساب قتل پادشاه ییچو به ملکه مادر ممکن است راهی برای پنهان کردن این واقعیت باشد که در واقع این پادشاه ژائو بود که او را به قتل رساند. در واقع، پادشاه ژائو می‌توانست شخصاً پس از حذف حمایت نظامی مادرش قدرت را در دست گیرد و ملکه مادر و حامیانش را از کشور اخراج کند.
پس از اینکه چین، ییچو را نابود کرد، فرمانداری‌ها و بخش‌هایی را در سرزمین ییچو ایجاد کرد و مردم ییچو رونگ تابع چین شدند. پس از آن، چین «دیوارهای بلند» را برای محافظت در برابر سایر مردمان در این سرزمین‌های جدید ساخت.

### عاقبت
در دوران هان غربی، هنوز ارجاعاتی به "ییچو" وجود داشت، اما اینها در اشاره خاص به مردم ایالت سابق ییچو نبود و به معنای کلی "بربر" بود. برخی از اعضای قوم ییچو، ییچو را به عنوان نام طایفه خود برگزیدند. برخی دیگر که از اشراف ییچو بودند، گونگسون (به چینی: 公孫؛ به معنای "پسر نجیب") را به عنوان نام طایفه خود برگزیدند و در آینده سرداران سپاهی شدند. جدا از این ارجاعات زودگذر، ییچو در دوران دودمان هان از سوابق تاریخی ناپدید شد.

## جغرافیا

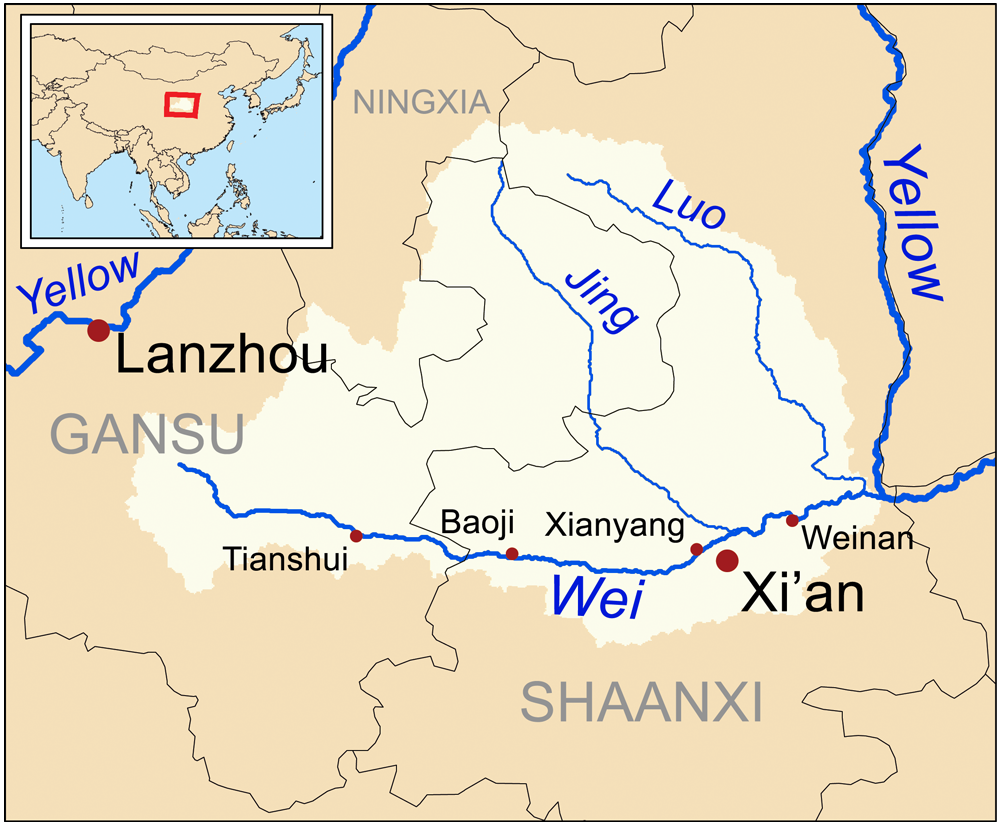
رودخانه‌های وی، جینگ و لو. شیانیون، اجداد ییچو، در بخش بالایی رودخانه‌های جینگ و لو می‌زیستند.

پایتخت ییچو در میائوجاپینگ در شهرستان نینگ، در محل تلاقی چهار رودخانه شناسایی شده است. باستان‌شناسان بقایای دیوارهای شهر و آثار باستانی مربوط به دودمان‌های ژو تا هان را کشف کرده‌اند. شواهد کتبی نشان می‌دهد که قبل از دوره وی شمالی، ویران و متروکه شده است.
دقیقاً مشخص نیست که ییچو چند شهر در زمین‌های خود ساخته است. تعداد شهرهای ذکر شده در متون تاریخی توسط چین بیش از بیست شهر می‌باشد.

## فرهنگ
اطلاعات زیادی در مورد فرهنگ ییچو در دست نیست، به جز اینکه آنها ازدواج‌های زن‌برادرستانی (از جمله نامادری) را انجام می‌دادند و مردگان خود را می‌سوزاندند. این نکته که رهبر ییچو «پادشاه» نامیده می‌شد نشان‌دهنده درجه ای از پیچیدگی سیاسی فراتر از یک رئیس قبیله معمولی است. آنچه محتمل‌تر است این است که آنها مردم کشاورز بوده‌اند، یا حداقل اقتصاد کشاورزی و دامداری مختلط داشته‌اند. این نکته که آنها در دولت-شهرهای تثبیت شده سکنی گزیده بودند نشان می‌دهد که آن‌ها باید کشاورزی قابل توجهی می‌داشتند تا زندگی خود را تأمین کنند. این امر ییچو را از مردمان کوچرو «غیر چینی‌تبار» آسیای شرقی مانند شیانگ نو که واقعاً گله‌داران کوچ‌نشین بودند، متمایز می‌کند. علاوه بر این، این نکته که اشیا و آجرهای سفالی (احتمالاً برای ساختن یک قصر استفاده می‌شد) در بقایای پایتخت ییچو کشف شده است، فرهنگ شهری توسعه یافته‌ای را نشان می‌دهد. شباهت‌های نوع آجرهای اینجا و آجرهای حفاری شده از بقایای شهرهای دیگر دولت‌های ژو (مانند وی، چی و چو) ممکن است نشان‌دهنده کمی تجارت بین ییچو و همسایگانش باشد.